# Kerstin Müller
Kerstin Müller   (Halle, 7 de juny de 1969) és una remadora alemanya, ja retirada, que va competir durant la dècada de 1990.
El 1992 va prendre part en els Jocs Olímpics d'Estiu de Barcelona, on va guanyar la medalla d'or en la prova del quàdruple scull del programa de rem. Va formar equip amb Birgit Peter, Birgit Peter i Kristina Mundt.
En el seu palmarès també destaca una medalla de plata al Campionat del món de rem de 1993 i els campionats alemanys de 1992 i 1993.